# Wojciech Czepiel
Wojciech Czepiel (ur. 12 stycznia 1959 w Nowym Targu) – polski dyrygent, kompozytor i skrzypek.

## Życiorys
Rozpoczął naukę gry na skrzypcach u swego ojca, Stanisława Czepiela, w wieku pięciu lat. Jako piętnastolatek był skrzypkiem orkiestry All Antico w krakowskim Liceum Muzycznym i wraz z nią zdobył I miejsce w Konkursie Orkiestr Kameralnych im. Herberta von Karajana w Berlinie (1974). Tam też miał okazję grać pod batutą samego mistrza Karajana. W 1976 roku jako uczeń Antoniego Cofalika zdobył IV nagrodę na Ogólnopolskim Konkursie Skrzypcowym im. Zdzisława Jahnkego w Poznaniu. Rok później znalazł się w półfinale Międzynarodowego Konkursu Skrzypcowego im. Wieniawskiego w Poznaniu.
Studia skrzypcowe kontynuował u prof. Kai Danczowskiej, grając też w Polskiej Orkiestrze Kameralnej. Równocześnie studiował kompozycję u prof. Tadeusza Machla i techniki kompozytorskie u Bogusława Schaeffera. Studia dyrygenckie ukończył z wyróżnieniem w 1984 roku w Akademii Muzycznej w Krakowie, w klasie prof. Krzysztofa Missony.
Wojciech Czepiel jako dyrygent zadebiutował w 1981 roku z Orkiestrą Akademii Muzycznej w Krakowie. W latach 1982–1984 był dyrygentem asystentem i równocześnie koncertmistrzem Orkiestry Filharmonii Krakowskiej. Od 1984 do 1986 roku był dyrektorem artystycznym Filharmonii Bałtyckiej w Gdańsku, a następnie w latach 1986–1990 dyrygentem Warszawskiej Orkiestry Kameralnej. W sezonie 1990/1991 pracował jako drugi dyrygent w Filharmonii im. Rubinsteina w Łodzi, zaś w latach 1991–1994 był wicedyrektorem i dyrygentem Polskiej Orkiestry Radiowej w Warszawie. Był również dyrygentem Orkiestry Symfonicznej Akademii Muzycznej w Krakowie (do 2006 roku).
W latach 2000–2013 był dyrektorem Lebanese National Philharmonic w Bejrucie.
Bardzo ważną pozycję działalności dyrygenckiej Wojciecha Czepiela zajmują zarówno nagrania archiwalne dla Polskiego Radia, jak i nagrania płytowe dla firm: Europa Musica, Polmusic, Denon, Polskie Nagrania.
W dotychczasowym dorobku kompozytorskim artysty są m.in.: Sonata na skrzypce solo, duety skrzypcowe, Mazurek na fortepian, Sequenza i Noveletta orkiestrę symfoniczną. W roku 2016 Orkiestra Akademii Beethovenowskiej dokonała światowej premiery kompozycji Wojciecha Czepiela „Studium Pieniny 2016”. W roku 2017 utwór „Mazurka for piano solo” miał swoją premierę w Carnegie Hall. W roku 2018 „Sequenza II” została po raz pierwszy wykonana przez Hanoi Philharmonic. Także w 2018 roku miała miejsce światowa premiera „Partity” na zespół kameralny – wykonawcami było Hanoi New Music Ensemble pod batutą Wojciecha Czepiela.
W 2012 roku Wojciech Czepiel został odznaczony brązowym medalem Gloria Artis.